# Ньюэлл, Норман
Но́рман Нью́элл (англ. Norman D. Newell; 27 января 1909, Чикаго – 18 апреля 2005, Леония, штат Нью-Джерси) — куратор Американского музея естественной истории в Нью-Йорке и профессор Колумбийского университета, где в его учениках были среди прочих Нильс Элдридж и Стивен Гулд. Член Национальной академии наук США и Американского философского общества (1971), Американской ассоциации содействия развитию науки. 
Является автором многочисленных научных статей и нескольких книг, включая наиболее известную «О сотворении мира и эволюции: миф или реальность?» (англ. On Creation and Evolution: Myth or Reality?).